# Східний Булганак
Схі́дний Булгана́к, Шаркі́й Булгана́к (крим. Şarqiy Bulğanaq) — річка на сході Криму. Тече територією Феодосійського району. Вода річки використовують у зрошенні.
У Східного Булганаку немає постійних приток, єдиною правою притокою вважається Мокрий Індол, чиї води зі штучного каналу скидаються у Східний Булганак за 2 км вище його гирла.
З літа до осені річка практично цілком пересихає. Вода зберігається біля джерел й у пониззях річища.